# Черновский, Спиридон Алексеевич
Спиридо́н Алексе́евич Черно́вский (1 декабря 1888, Усола, Козьмодемьянский уезд, Казанская губерния, Российская империя ― 21 ноября 1966, Усола, Горномарийский район, Марийская АССР, РСФСР, СССР) ― марийский советский педагог. Учитель марийского языка и литературы Усолинской школы Горномарийского района Марийской АССР. Заслуженный учитель школы РСФСР (1951). Кавалер ордена Ленина (1949). Участник Первой мировой, Гражданской и Великой Отечественной войн.

## Биография
Родился 1 декабря 1888 года в с. Усола ныне Горномарийского района Марий Эл.
Принимал участие в Первой мировой и Гражданской войнах.
На протяжении всей своей жизни занимался педагогической деятельностью: получив образование учителя в Усолинской церковно-приходской школе, перед Первой мировой войной начал работать учителем марийского языка и литературы Усолинской школы Горномарийского района Марийской автономной области / Марийской АССР. В 1930-х годах был сотрудником Горномарийского роно Марийской АССР.
В 1941 году призван в РККА Еласовским районным военкоматом Марийской АССР. Участник Великой Отечественной войны: стрелок 13 запасной стрелковой бригады 64 отдельной транспортной роты 206 запасного стрелкового полка на Западном фронте, сержант. Демобилизовался из армии в 1945 году. 
После войны продолжил учительствовать в Усолинской школе Горномарийского района Марийской АССР. Известен как учитель-новатор, автор учебников и методических пособий по родному языку для начальных классов горномарийских школ, переводчик учебника арифметики для 5―6 классов И. Н. Шевченко на горномарийский язык.
За выдающиеся заслуги в области народного образования был награждён орденом Ленина и Почётной грамотой Верховного Совета Марийской АССР. В 1951 году ему присвоено почётное звание «Заслуженный учитель школы РСФСР».
Скончался 21 ноября 1966 года в с. Усола Горномарийского района Марийской АССР, похоронен там же. 

## Признание
- Заслуженный учитель школы РСФСР (1951)[1][3][4]
- Орден Ленина (1949)[1][3][4]
- Медаль «За трудовое отличие»
- Почётная грамота Президиума Верховного Совета Марийской АССР (1941)[1][3][4]